# Architectuurwedstrijd van de Stad Brussel
Met de architectuurwedstrijd van 1872-1876 beoogde de Stad Brussel het bouwproces te stimuleren op de nieuwe bouwkavels die zij ter beschikking stelde langs de nieuwe centrale lanen, die gecreëerd waren bij de overwelving van de Zenne. Zij herhaalde dit nog eens in 1876-1879.

## Opzet
De overwelving van de Zenne had littekens achtergelaten in het stedelijke weefsel: talloze oude huisjes waren onteigend en gesloopt, en nieuwe noord-zuidgeoriënteerde lanen aangelegd: de Noordlaan (thans Adolphe Maxlaan), de Zennelaan (nu Émile Jacqmainlaan), de Centrale Laan (nu Anspachlaan), en de Henegouwenlaan (nu Maurice Lemonnierlaan). Na de plechtige inwijding eind 1871 zouden de bouwpercelen langs deze nieuwe lanen openbaar worden verkocht. Tijdens de gemeenteraad van 19 januari 1872 ontvouwde burgemeester Jules Anspach het plan om een architectuurwedstrijd te organiseren, die de twintig mooiste gevels die per 1 januari 1876 waren verwezenlijkt, zou belonen met een premie, met een totaal aan prijzengeld van 100.000 frank. De bedoeling was dat de gebouwen langs de nieuwe lanen behalve nuttig ook mooi zouden zijn.
Met deze wedstrijd spiegelde het stadsbestuur zich aan hun voorgangers, die na het bombardement op Brussel eveneens een wedstrijd hadden georganiseerd, om de wederopbouw van de stad te bevorderen. Het huis De Wage was toen als winnaar uit de bus gekomen. Anders dan bij dit historische precedent werd er thans aan de bouwpromotoren geen enkele stilistische beperking opgelegd, tenzij dat de gebouwen een minimale hoogte van 15 meter moesten hebben. Voor monumentale constructies konden er afwijkingen worden toegestaan op de geldende bouwvoorschriften. Op die manier hoopte men dat de architecten alle registers van de artistieke vrijheid zouden opentrekken, maar ook dat op een termijn van vier jaar een 700-tal huizen zou worden gebouwd.
De respons bleef niet uit en weldra verrezen de gebouwen, in neostijlen, zoals neo-Vlaamse-renaissance en eclectische stijlen.

## Laureaten
Op 20 december 1875 werden de juryleden in een geheime gemeenteraadszitting aangeduid. De resultaten werden gepresenteerd op de gemeenteraad van 24 januari 1876.
| Prijs | Premie       | Naam gebouw                       | Huidig adres                                | Architect               | Huidige status                                                  | Afbeelding |
| ----- | ------------ | --------------------------------- | ------------------------------------------- | ----------------------- | --------------------------------------------------------------- | ---------- |
| 1ste  | 20.000 frank | Hier ist in den Kater en de Kat   | Adolphe Maxlaan 1-3                         | Hendrik Beyaert         | Definitief beschermd 15 oktober 1992.                           |            |
| 2de   | 15.000 frank | Café de la Bourse                 | Anspachlaan 78                              | Charles-Émile Janlet    | Definitief beschermd 28 april 1994                              |            |
| 3de   | 10.000 frank | opbrengstgebouw                   | de Brouckèreplein 37-39                     | Charles-Émile Janlet    | Deel van Hotel Métropole. Definitief beschermd 28 april 1994    |            |
| 4de   | 8.000 frank  | hoekgebouw Le Printemps           | Adolphe Maxlaan 30-32 / Bruidstraat 9       | Adolphe Vanderheggen    | Definitief beschermd 28 april 1994                              |            |
| 5de   | 6.000 frank  | Café Sesino                       | Anspachlaan 3                               | Désiré De Keyser        | Gesloopt 1967 om plaats te maken voor de Philipstoren.          |            |
| 6de   | 5.000 frank  |                                   | Anspachlaan 101-105                         | Eugène Flanneau         | Gesloopt ca. 1980.                                              |            |
| 7de   | 4.000 frank  | Hoekgebouw Maison Thonet          | Adolphe Maxlaan 11-17 / Sint-Michielsstraat | Felix Laureys           | Definitief beschermd 28 april 1994                              |            |
| 8ste  | 4.000 frank  | Sacristie van de Finistèrekerk    | Adolphe Maxlaan 55                          | Constant Almain de Hase | Bewaard; aangepast gelijkvloers en bovenbouw                    |            |
| 9de   | 3.000 frank  |                                   | de Brouckèreplein 5                         | Henri Maquet            | Gesloopt                                                        |            |
| 10de  | 3.000 frank  |                                   | Maurice Lemonnierlaan 17-19                 | F. Abeels               | Bewaard; bovenverdiepingen toegevoegd in 1938                   |            |
| 11de  | 3.000 frank  | Zetel van de Assurances Générales | Émile Jacqmainlaan 37                       | Désiré De Keyser        | Gesloopt                                                        |            |
| 12de  | 3.000 frank  | hoekgebouw                        | Anspachlaan 12-14/Bisschopsstraat           | Adolphe Samyn           | Gesloopt in 1967 om plaats te maken voor het Muntcentrum.       |            |
| 13de  | 2.000 frank  | Café Métropole                    | de Brouckèreplein 33-35                     | Gédéon Bordiau          | Deel van Hotel Métropole. Definitief beschermd 28 februari 2002 |            |
| 14de  | 2.000 frank  |                                   | Anspachlaan 117                             | A. Verdussen            | Onherkenbaar verbouwd                                           |            |
| 15de  | 2.000 frank  | hoekgebouw                        | Adolphe Maxlaan 107-109 / Mechelsestraat    | F. Pauwels              | Gesloopt ca. 1970 voor de bouw van een modern hotel.            |            |
| 16de  | 2.000 frank  |                                   | Adolphe Maxlaan 142-144                     | L. Van Autgaerden       | Definitief beschermd sinds 28 april 1994.                       |            |
| 17de  | 2.000 frank  | hoekgebouw                        | Anspachlaan 95 / Borgwal                    | Pierre-Joseph Olive     |                                                                 |            |
| 18de  | 2.000 frank  |                                   | Émile Jacqmainlaan 43                       | Adolphe Samyn           | Gesloopt                                                        |            |
| 19de  | 2.000 frank  | Modelschool                       | Maurice Lemonnierlaan 110                   | Ernest Hendrickx        |                                                                 |            |
| 20ste | 2.000 frank  |                                   | de Brouckèreplein 19-21                     | J. Hanicq               |                                                                 |            |

## Wedstrijd 1876-1879
Omdat bij het afsluiten van de wedstrijd nog maar twee derden van de percelen bebouwd waren, richtte de stad Brussel een tweede wedstrijd in, met slechts drie prijzen. De bedoeling was dat de openliggende stukken alsnog snel zouden worden volgebouwd. De prijsuitreiking verliep in mineur vanwege de dood van burgemeester Anspach. Hetzelfde jaar nog werd de Centrale Laan te zijner ere omgedoopt tot Anspachlaan.
| Prijs | Naam gebouw       | Huidig adres           | Architect         | Huidige status                                  | Afbeelding |
| ----- | ----------------- | ---------------------- | ----------------- | ----------------------------------------------- | ---------- |
| 1ste  | Postdoorgang      | Anspachlaan 6-8        | L. De Curte       | Gesloopt 1967 voor de bouw van het Muntcentrum. |            |
| 2de   | Huizenrij         | de Brouckèreplein 8-28 | J. De Blois       | Bewaard                                         |            |
| 3de   | Hôtel Continental | de Brouckèreplein      | Eugène Carpentier | Bewaard                                         |            |